# انستیتو (ساموخ)
انستیتو (به لاتین: İnstitut) یک منطقه مسکونی در جمهوری آذربایجان است که در شهرستان ساموخ واقع شده است. انستیتو ۱۹۴۶ نفر جمعیت دارد.